# United Center
El United Center és un pavelló multiesportiu situat a l'àrea de Chicago, Illinois. El nom prové de l'espònsor principal, United Airlines, la companyia aèria que paga al voltant d'1,8 milions de dòlars anuals per donar nom a l'estadi, i que té contracte fins a l'any 2014. És la llar dels Chicago Blackhawks de la NHL i dels Chicago Bulls de la NBA. Substitueix el vell Chicago Stadium, que va ser enderrocat un cop inaugurat el flamant United Center el 18 d'agost de 1994.
A la part est de l'exterior del pavelló es troba una famosa estàtua de Michael Jordan. Sovint el pavelló s'anomena la casa que va construir Jordan.

## Aforament
Presumeix de ser el pavelló tancat més extens dels Estats Units (encara que no el major en capacitat), amb gairebé 90.000 metres quadrats construïts. Té una capacitat de 20.500 espectadors per a l'hoquei sobre gel, 21.711 per al bàsquet i 23.500 per a concerts. Acull més de 200 esdeveniments l'any i ha rebut més de 20 milions de visitants des de la inauguració.

## Esdeveniments
A més dels aproximadament 100 partits dels Bulls i els Blackhawks cada any, el United Center acull altres esdeveniments esportius, com algun partit dels Illinois Fighting Illini de la NCAA o el torneig de la Big Ten Conference. A més, hi són habituals els concerts de música, d'entre els quals es poden destacar els de Bob Dylan, Coldplay, Dave Matthews Band, David Bowie, Red Hot Chili Peppers, The Smashing Pumpkins, Rush, The Rolling Stones, Eric Clapton, Bruce Springsteen, Billy Joel, Paul McCartney, O2, Phil Collins, The Who, Madonna, Van Halen, Aerosmith, Bon Jovi, Pearl Jam i Barbra Streisand.
A més, també s'han celebrat espectacles del Cirque du Soleil, Ringling Brothers and Barnum and Bailey Circus i de Disney on Ice.

## Galeria

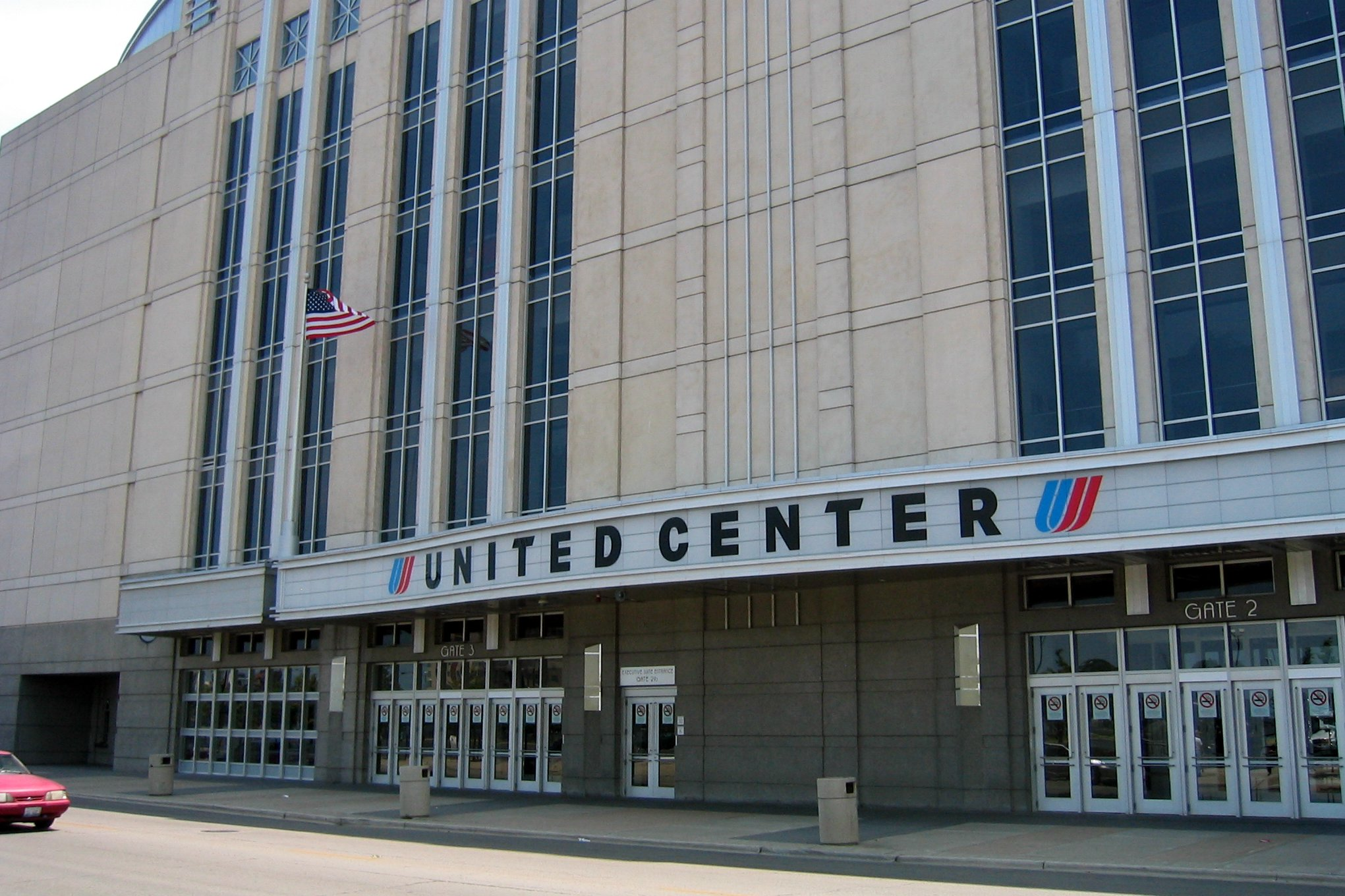
Entrada del United Center
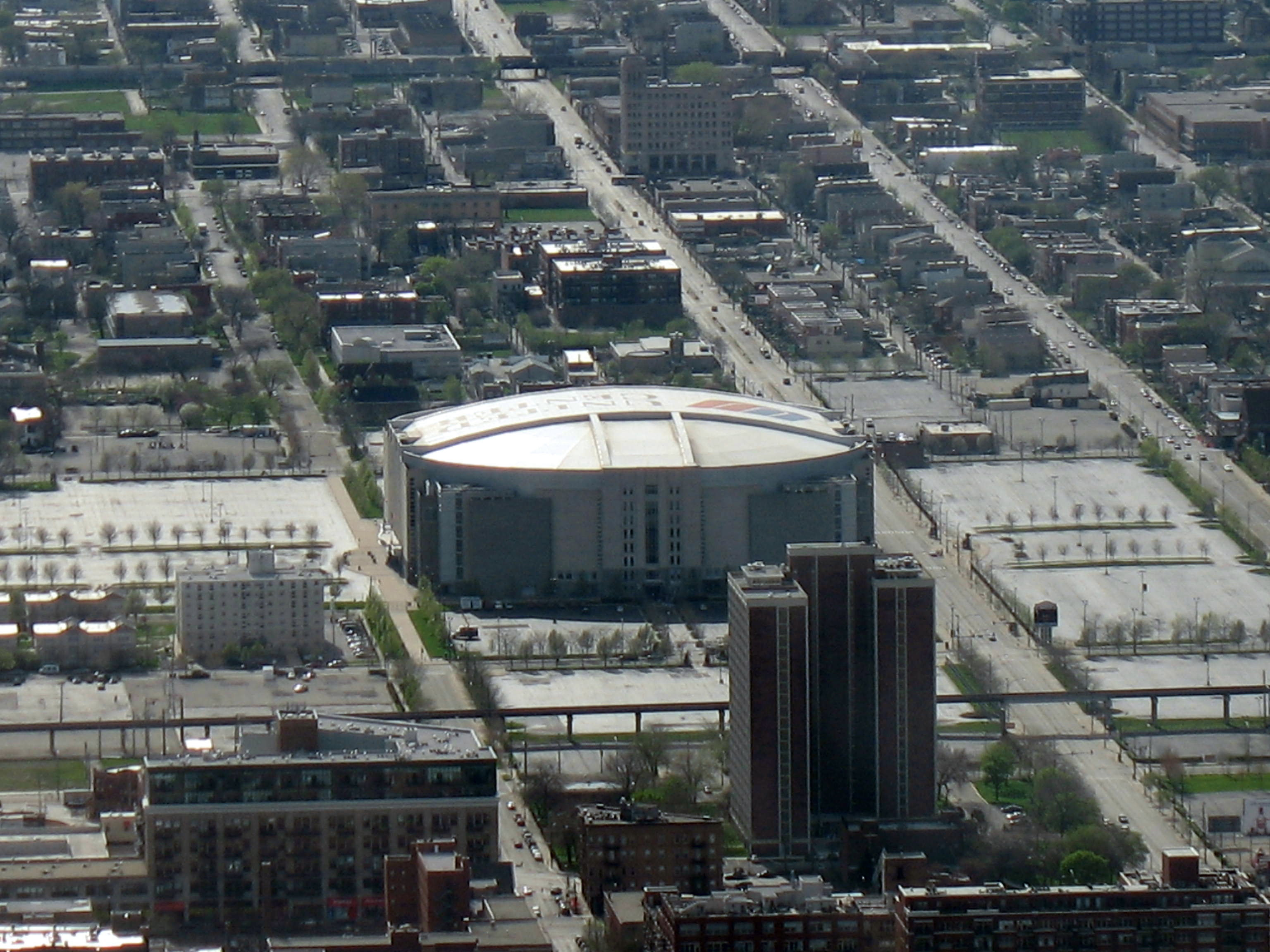
Panoràmica del pavelló